# Gladys

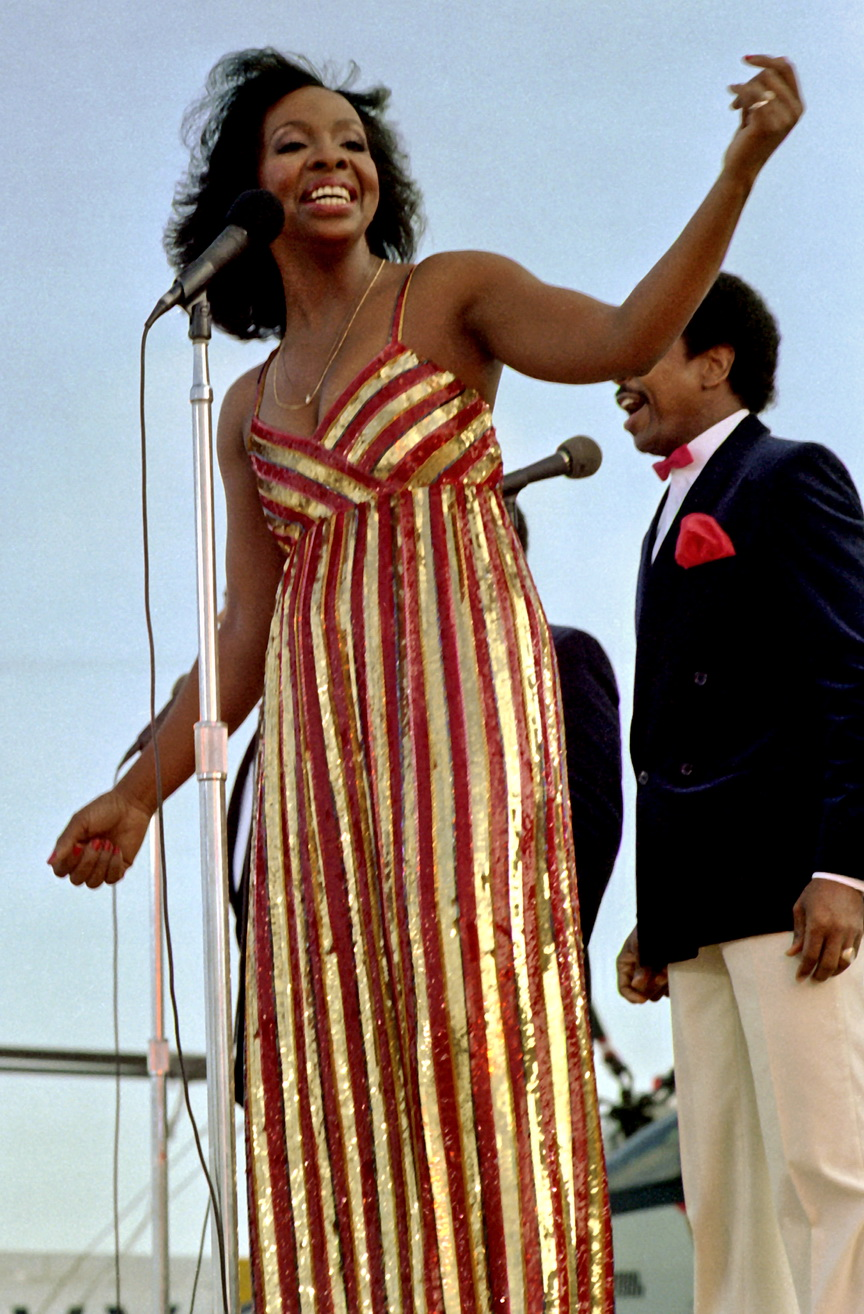
Gladys Knight

Gladys är ett engelskt kvinnonamn. Det är troligen en form av det latinska namnet Claudia som betyder halt.
Den 31 december 2014 fanns det totalt 542 kvinnor folkbokförda i Sverige med namnet Gladys, varav 316 bar det som tilltalsnamn.
Namnsdag: saknas

## Personer med namnet Gladys
- Gladys Cooper, brittisk skådespelare
- Gladys George, amerikansk skådespelare
- Gladys Heyman, svensk konstnär
- Gladys Jerotich Kipkemoi, kenyansk friidrottare
- Gladys Knight, amerikansk sångerska
- Gladys del Pilar, svensk sångerska
- Gladys Pyle, amerikansk politiker
- Gladys Raknerud, norsk konstnär